# ペレヤースラウ連隊

連隊の紋章。湖の中の教会。

ペレヤースラウ連隊（ウクライナ語：Переяславський полк）は、17世紀半ばから18世紀末にかけて、左岸ウクライナに位置したコサックの連隊の一つ。コサック国家の軍事・行政単位。ペレヤースラウ連隊区とも。連隊庁所在地はペレヤースラウ町（1649年－1782年）。連隊名はこの町名に由来する。13の百人隊によって構成された。フメリニツキーの乱の時、優れたコサック騎兵で知られた。1663年から1669年にかけて、反ロシア派の中心地であった。18世紀にハイダマーカの乱に参加するコサックを密かに右岸ウクライナへ送り続けた。1782年にロシア帝国により廃止されてキエフ代官地に編成された。